# یان اوربان
یان اوربان (لهستانی: Jan Urban؛ زادهٔ ۱۴ مهٔ ۱۹۶۲) بازیکن سابق و مربی فوتبال اهل لهستان است.
از باشگاه‌هایی که در آن بازی کرده‌است می‌توان به باشگاه فوتبال اوساسونا، باشگاه فوتبال گورنیک زابژه، و باشگاه فوتبال رئال وایادولید اشاره کرد.
وی همچنین در تیم ملی فوتبال لهستان بازی کرده‌است.